# Главина, Денис
Денис Главина (хорв. Denis Glavina; 3 марта 1986, Чаковец, Хорватия, Югославия) — хорватский футболист, полузащитник хорватского клуба «Меджимурье».

## Биография

### Клубная карьера
Воспитанник загребского «Динамо» (тренер — Мирослав Стипич). Начал выступать за молодёжную команду загребского «Динамо». Во время одной из игр юношеской сборной Хорватии до 19 лет его приметили скауты киевского «Динамо» и через его агента Нико Миленковича предложили переехать в столицу Украины. Денис не раздумывая перешёл в «Динамо» (Киев). В основной команде «Динамо» закрепиться не смог, Главина выступал за «Динамо-2» и дубль «Динамо». В июле 2005 года перешёл на правах аренды в клуб «Ворскла». В высшей лиге дебютировал 12 июля 2005 года в матче «Ворскла» — «Закарпатье» (0:0). В сезоне 2006/07 выступал за днепропетровский «Днепр» на правах аренды, но закрепиться в команде он не смог. Сезон 2007/08 отыграл также в аренде в полтавской «Ворскле».
В июне 2008 года перешёл в полтавскую «Ворсклу», с клубом заключил долгосрочный контракт. В сезоне 2008/09 стал основным игроком «Ворсклы» и выиграл с ней Кубок Украины в майском финале против донецкого «Шахтёра» на «Днепр-Арене» в Днепропетровске (1:0).
7 июля 2009 года перешёл на правах аренды в загребское «Динамо» (Загреб). 10 июля 2009 года был представлен в качестве игрока загребского «Динамо», взял 11 номер. До этого этот номер носил Йосип Тадич, но он незадолго до этого перешёл во французский «Гренобль».
С июля 2010 года отыграл сезон за польский клуб «Арка» из Гдыни.
Летом 2011 года он стал свободным агентом и пребывал в этом статусе до тех пор, пока не подписал контракт с «Вараждином», который шёл на последнем месте в чемпионате Хорватии. С 2012 года три сезона играл за хорватский «Сплит».
В 2015 году отыграл первый круг за клуб «Заврч» из словенской первой лиги, но зимой 2016 года расторг с ним контракт.
В марте 2016 года Денис по приглашению Дмитрия Огая подписал контракт с казахстанским клубом «Тобол» из Костаная. Провёл 27 игр и забил один гол. Но Огай ушёл из клуба и хорват у нового тренера Омари Тетрадзе в сезоне 2017 года вышел на поле лишь в 6 матчах из 16 и в июне по обоюдному согласию контракт игрока с клубом был расторгнут.
Но уже 29 июня Главина подписал контракт с другим казахстанским клубом «Акжайык» из Уральска.
В начале 2018 года его зазывал в «Атырау» Вахид Масудов, но Денис присоединился к «Жетысу», который Дмитрий Огай вывел из первой лиги в КПЛ. Однако, сыграв 14 игр, Главина в летнее трансферное окно вернулся в «Акжайык». И сыграл до конца сезона ещё 13 игр за уральцев, но клуб вылетел в первую лигу с последнего места.

### Карьера в сборной
Выступал за юношескую сборную Хорватии до 19 лет и молодёжную до 21 года.

## Достижения
- Обладатель Кубка Украины (1): 2008/09

## Семья
Его брат Доменик (1992), также профессиональный футболист, он выступает за «Вараждин», его дочь Николь Главина (2007).